# 王德壽 (武周)
王德寿（?—?），武周政治人物、酷吏。
长寿元年（692年），来俊臣诬陷狄仁杰下狱。当时一问就承认造反的按例减死，狄仁杰叹道：“大周革命，万物唯新，唐朝旧臣，甘从诛戮。反是实！”判官王德寿对狄仁杰说：“尚书一定能减死。王德寿想要升官，想要通过狄尚书牵连出杨执柔，可以吗？”狄仁杰问他：“怎么牵连？”王德寿说：“狄尚书为春官时，杨执柔担任司员外，可以牵连他。”狄仁杰说：“皇天后土，能让狄仁杰去做此事？！”以头触柱，流血满面，王德寿害怕向他道歉。狄仁杰承认后，看守等待行刑，就不像从前那么紧张。狄仁杰向看守求得笔砚，拆开被头帛写下冤情，塞在绵衣中，对王德寿说：“现在天气热了，请给家人除去里面的绵。”王德寿没有发现，给了狄仁杰的家人。狄仁杰儿子狄光远得冤书，向武则天报告冤情。来俊臣让王德寿代狄仁杰作谢死表，通过武则天的使者进上。武则则天召问狄仁杰：“为什么承认谋反？”回答：“之前若不承认谋反，已死于鞭笞之下。”“何为作谢死表？”回答：“臣无此表。”所以狄仁杰得以免死。贬为彭泽令。
长寿二年（693年），武则天派遣右卫翊二府兵曹參軍劉光業、司刑評事王德壽、苑南面監丞鮑思恭、尚輦直長王大貞、右武衛兵曹參軍屈貞筠，全都攝監察御史，分往劍南、黔中、安南、岭南等六道审讯流放之人。劉光業殺者九百人，王德壽殺七百人，其餘也不少于五百人。当时，酷吏周兴、来俊臣、丘神勣、万国俊、王弘义、侯思止、郭弘霸、李敬仁、彭先觉、王德寿、张知默被称为尧年四凶。王德壽在武周时已经去世，神龙元年（705年）三月，刘光业、王德寿、王处贞、屈贞筠、刘景阳等五人，身死的官爵追夺；刘景阳贬为禄州乐单尉。随后，王德寿和丘神勣、来子珣、万国俊、周兴、来俊臣、鱼承晔、王景昭、索元礼、傅游艺、王弘义、张知默、裴籍、焦仁亶、侯思止、郭霸、李敬仁、皇甫文备、陈嘉言、刘光业、王处贞、屈贞筠、鲍思恭二十三人，所有官爵，并令追夺。开元十三年（725年）三月十二日，御史大夫程行谌上奏：周朝酷吏来子珣、万国俊、王弘义、侯思止、郭霸、焦仁亶、张知默、李敬仁、唐奉一、来俊臣、周兴、丘神勣、索元礼、曹仁哲、王景昭、裴籍、李秦授、刘光业、王德寿、屈贞筠、鲍思恭、刘景阳、王处贞等二十三人，子孙不许仕宦。陈嘉言、鱼承晔、皇甫文备、傅游艺四人，子孙不许近任。